# DDEF2
Arf-GAP con dominio SH3, repetición ANK y proteína 2 que contiene dominio PH es una proteína que en humanos está codificada por el gen ASAP2.
Este gen codifica una proteína multidominio que contiene una región de hélice alfa N-terminal con un motivo de espiral, seguido de un dominio de homología de pleckstrina (PH), un dominio de Arf-GAP, una región de homología de anquirina, una región rica en prolina y un dominio de homología 3 (SH3) de Src C-terminal. La proteína se localiza en el aparato de Golgi y en la membrana plasmática, donde se localiza con la proteína tirosina quinasa 2-beta (PYK2). La proteína codificada forma un complejo estable con PYK2 in vivo. Esta interacción parece estar mediada por la unión de su dominio SH3 al dominio rico en prolina C-terminal de PYK2. La proteína codificada es tirosina fosforilada por PYK2 activada. In vitro, muestra una fuerte actividad de la proteína activadora de GTPasa (GAP) hacia las pequeñas GTPasas, el factor de ribosilación de ADP (ARF) 1 y ARF5 y una actividad débil hacia el ARF6. Se cree que la proteína codificada funciona como ARF GAP que controla la gemación de vesículas mediada por ARF cuando se recluta en las membranas de Golgi. Además, funciona como un sustrato y un objetivo aguas abajo para PYK2 y SRC, una vía que puede estar involucrada en la regulación del transporte vesicular.

## Interacciones
Se ha demostrado que DDEF2 interactúa con PTK2B .